# Walditch
Walditch – wieś w Anglii, w hrabstwie Dorset, w dystrykcie (unitary authority) Dorset. Leży 22 km na zachód od miasta Dorchester i 202 km na południowy zachód od Londynu.